# Lobet den Herrn, alle seine Heerscharen
Lobet den Herrn, alle seine Heerscharen (in tedesco, "Lodate il Signore, voi sue legioni") BWV Anh 5 è una cantata di Johann Sebastian Bach.

## Storia
La Lobet den Herrn, alle seine Heerscharen è una cantata di compleanno composta per festeggiare il genetliaco del principe Leopoldo di Anhalt-Köthen e venne eseguita per la prima volta il 10 dicembre 1718. Il testo della cantata, suddivisa in sette movimenti, è di Christian Friedrich Hunold. La musica è andata perduta.